# Henry Moseley
Henry Moseley (Weymouth, 1887. november 23. – Törökország, Gallipoli, 1915. augusztus 10.) angol fizikus. Teljes neve Henry Gwyn-Jeffreys Moseley volt, de többnyire Harry-nek nevezték.

## Származása, családja
Kiemelkedő tudósdinasztia utolsó tagja volt; (több nővér mellett) szüleinek egyetlen fia. Dédapja még afféle amatőr pszichiáterként elmegyógyintézetet vezetett, de nagyapja már a King's College-ben volt a természettudományok és az asztronómia professzora, és emellett az intézmény elöljárója.
Biológus apja, Henry Nottidge Moseley (1844–1891) 1873–1876 között részt vett a H. M. S. Challenger hajó tudományos kutatóútján. Az expedíció eredményeit úttörő jelentőségű, ötven kötetes tanulmányban foglalták össze; abban az időben ez volt a Világóceán legteljesebb leírása. Számos más mellett felfedezték:
- a sugarasúszójú halak (Actinopterygii) Cetonurus és Trachonurus nemét,[1]
- a háromszínű tengeri uborkát (Pseudocolochirus violaceus), amely a tüskésbőrűek Pseudocolochirus nemének típusfaja lett,[2]
- és számos további taxont.

Az úton Henry Nottidge Moseley fő feladata a különböző korallfajok és telepeik leírása volt. Népszerű visszaemlékezéseit – amelyekben főleg madártani, botanikai, geomorfológiai és néprajzi megfigyelései értékesek – Egy természettudós feljegyzései a Challanger fedélzetén (Notes by a Naturalist on HMS Challenger) címmel jelentette meg.

## Élete
Az oxfordi Trinity Collegeban tanult.  1910-től a Manchesteri Egyetemen tanított, Ernest Rutherford laboratóriumában kutatott. Az első világháború kitörésekor Ausztráliában vett részt a British Association 1914. évi gyűlésén. Hazafias felbuzdulásában haladéktalanul hazatért Angliába, és október végén rávett egy vonakodó toborzótisztet, hogy soron kívül nevezzék ki hadnaggyá és vezényeljék egy műszaki alakulathoz. Részt vett a britek kudarcos gallipoli deszantműveletében, és a török ellentámadásban elesett.

## Munkássága
A szívének kedves kutatási témát 1912 végén találta meg, amikor értesült a Max von Laue vezette kutatócsoport eredményeiről. A müncheni kutatók bizonyították, hogy a röntgensugárzás hullámtermészetű és hullámhossza a látható fényénél kisebb – méghozzá annyival, hogy a különböző kristályokon interferál. Moseley Charles Galton Darwinnal (a „nagy” Darwin unokájával) közösen fogott az új tudományterület tanulmányozásához. Első tanulmányukkal 1913 májusára készültek el. Először a platina színképvonalait fedezték fel, majd egymás után más elemekéit is. Ezután Darwin érdeklődését más témák kötötték le, Moseley pedig a Manchesterbe látogató Niels Bohrral konzultálva arra a meggyőződésre jutott, hogy a röntgenszínképekkel bizonyítható Bohrnak az a régebbi elképzelése, hogy a periódusos rendszerben az elemek helyét nem atomsúlyuk, hanem elektromos töltésük határozza meg. Ezzel egyszerre támasztotta alá Rutherford elképzelését az atommag felépítéséről és Bohrét a kvantált elektronpályákról.
Az elemek röntgenszínképeit vizsgálva még 1913-ban felfedezte a nevét viselő törvényt, amellyel egyszerű összefüggést mutatott ki a röntgenszínképvonalak frekvenciája és a kibocsátó elem töltése között. Ezzel valóban bizonyította, hogy az elemek rendszámát nem az atomsúly, hanem a protonok száma határozza meg. Felfedezése hozzájárult az atomszerkezet tisztázásához.

## Jellemzése
Csinosan, választékosan öltözködött. Miután apja viszonylag fiatalon (47 évesen) meghalt, rendszeresen levelezett nővéreivel és özvegy édesanyjával – a csevegő hangvétel mögül jól kiérezhető szeretettel.
Fő jellemvonása egyfajta, a mogorvasággal határos elzárkózás volt. Annyira tartózkodó volt – emlékezett vissza rá Ernest Rutherford – „hogy nem tudtam se szeretni, se nem szeretni”. Ez a távolságtartás olyan feltűnő volt, hogy közelében még a harsányságáról és közvetlenségéről ismert Rutherford is visszavett a hangerőből. Mindenféle bizalmaskodás távol állt tőle – így például nem szólította Rutherfordot „papának”, ahogy a laborban a többi kutató. Ez az arisztokratikus attitűd gyakorta nyílt rasszizmusba csapott át. Így például „méltóságán alulinak” tartotta a „hinduk, burmaiak, japcsik, egyiptomiak meg hasonló alávaló indiaiak” oktatását; riasztotta ezek „illatosított koszossága”.
A kísérleti munkában fáradhatatlannak bizonyult. Képes volt tizenöt órát dolgozni egyfolytában, késő éjszakáig. Amikor végképp kiderült, hajnaltájban evett némi sajtot, aludt pár órát, és utána gyümölcssalátát reggelizett.
Rendkívül kellemetlen, de igen hasznos szokása volt, hogy minden, nem teljesen alátámasztott állítást kíméletlenül megbírált.